# Devil May Cry 5
Devil May Cry 5 (Japans: デビルメイクライ, Romaji: Debiru Mei Kurai) is een hack and slash actiespel dat op 8 maart 2019 uitkwam en is ontwikkeld en uitgegeven door Capcom.

## Spel
Het is het zesde spel in de Devil May Cry-hoofdserie en speelt zich vijf jaar na Devil May Cry 4 af. Het volgt de gebeurtenissen van een trio vechters met demonische krachten: Dante, Nero en V. Zij moeten de kwade plannen van demonenkoning Urizen stoppen voordat hij de aarde kan vernietigen.
De speler kan steeds wisselen tussen de drie personages in elke missie. Elke vechter heeft eigen vaardigheden en kan sterker worden gedurende het spel. Het nieuwe personage "V" werd ontworpen als tegenpool van Nero en Dante, en gebruikt geen wapens tijdens de gevechten.
Voor de achtergronden in het spel werden verschillende locaties in Londen gebruikt. Ook zijn texturen van kleding ingescand om deze realistisch over te laten komen in het spel.

## Ontvangst
Devil May Cry 5 werd zeer positief ontvangen in recensies. Men prees de gebalanceerde moeilijkheidsgraad, gameplay en technieken van het nieuwe personage "V". Men was in recensies te spreken over het verhaal en nieuwe concept van de personages. Er werd als kritiekpunt opgemerkt dat nieuwe spelers het plot niet goed zouden begrijpen en dat het einde werd afgeraffeld.
In minder dan twee weken na uitgave is het spel ruim twee miljoen keer verkocht.

## Score
| Aggregator      | Score                          |
| --------------- | ------------------------------ |
| GameRankings    | PS4: 87% XONE: 87,8% PC: 89,7% |
| Metacritic      | PS4: 88% XONE: 87% PC: 89%     |
| Beoordeeld door | Score                          |
| Destructoid     | 10/10                          |
| Eurogamer       | 9/10                           |
| Famitsu         | 37/40                          |
| GameSpot        | 9/10                           |
| IGN             | 9,5/10                         |
| PC Gamer        | 9/10                           |
| The Guardian    | 5/5                            |